# Herbert Zimmermann (Chemiker)
Herbert Zimmermann (* 7. März 1928 in Leipzig; † 22. Januar 2016) war ein deutscher Chemiker und Hochschulprofessor.

## Leben
Zimmermann studierte Chemie an der TH München und legte 1956 das Diplom mit einer Arbeit in physikalischer Chemie bei Günter Scheibe ab. 1958 wurde er ebenfalls an der TH München mit einer Dissertation mit dem Thema Struktur und Eigenschaften der Assoziate des 45-Methyl-imidazols promoviert. Die Dissertation wurde vom Nobelpreisträger Richard Kuhn am Max-Planck-Institut für medizinische Forschung in Heidelberg betreut. 1962 habilitierte sich Zimmermann an der TH München mit der Schrift Über die Wasserstoffbrückenbildung des Imidazols. 
1963 wurde er zum außerordentlichen Professor für Theoretische Organische Chemie an der Universität München berufen. 1967 erhielt er einen Ruf als Ordinarius für Physikalische Chemie an die Universität Freiburg als Nachfolger von Reinhard Mecke. Zimmermanns Forschungsschwerpunkte waren besonders die zwischenmolekularen Kräfte und die Quantenchemie. Nach Zimmermanns Berufung war die Universität Freiburg eine der ersten Hochschulen, an denen turnusmäßig Vorlesungen zur Quantenchemie gehalten wurden.
Nach der Auflösung der alten Naturwissenschaftlich-mathematischen Fakultät der Universität wurde Zimmermann erster Dekan der neu gebildeten Fakultät für Chemie. Zudem war er lange Jahre Fachgutachter der Deutschen Forschungsgemeinschaft. 1993 wurde Herbert Zimmermann emeritiert. Zu seinem Nachfolger wurde Gerd Kothe berufen.

## Ehrungen
- Bunsen-Gedenkmünze der Bunsen-Gesellschaft
- Ehrendoktorwürde Dr. honoris causa der Freien Universität Berlin